# Бенинкаса
Бенинкаса, наричана още восъчна или зимна тиква (Benincasa hispida), е вид растение от семейство Тиквови. Това е единственият представител на рода Benincasa. Произхожда от тропическите и субтропическите райони на Югоизточна Азия.

## Ботаническо описание
Едногодишно лианообразно растение, прилича на това на краставицата, достига от 2 до 6 m дължина, с големи ъглови листа, наподобяващи листата на краставицата. Цветовете са големи, оцветени в жълто. Бенинкасата развива големи плодове, продълговато-овални или продълговато-цилиндрични и заострени към дръжката. Те наподобяват плодовете на тиква или пъпеш; достигат дължина от 25—40 cm и ширина 10—15 cm (в Азия могат да достигнат дължина до 2 m и тегло 35—50 kg). Младите плодове са гладки, покрити с власинки, които могат да се отстранят с кърпа. По-старите плодове се покриват и бял или сивкав восъчен налеп, поради което могат да се съхраняват до 12 месеца. Семената са плоски, оцветени в сиво и остават жизнеспособни за срок до 10 години.

## Отглеждане и използване
Бенинкасата се отглежда широко в азиатските страни: Индонезия, Филипините, в Индокитай, Тайван, Китай, Япония и Средна Азия, а също така в Африка и на островите в Латинска Америка. В Европа, вкл. и в България, се отглежда основно от любители-градинари. Има дълъг вегетационен период, поради което е най-добре да се отглежда чрез разсад. Бенинкасата може да се отглежда на равна повърхност (като тиквите) или на конструкция (като при краставиците, но трябва да е по-висока). Грижите са като при тиквите.
Плодовете на бенинкасата имат разнообразно кулинарно приложение. Използват се основно недозрелите плодове (когато са на 3 – 4 седмици) – пържени, за супи, пълнени и др. Вкусът е подобен на тиквичките, но е по-слабо изразен, при пържене си запазват формата (понеже са по-твърди от тиквичките, но не са груби). В сурово състояние вкусът наподобява комбинация между краставица и тиква.